# Médédjonou
Médédjonou ist ein Arrondissement im Departement Ouémé im westafrikanischen Staat Benin. Es ist eine Verwaltungseinheit, die der Gerichtsbarkeit der Kommune Adjarra untersteht.

## Demografie und Verwaltung
Gemäß der Volkszählung 2013 des beninischen Statistikamtes INSAE hatte das Arrondissement 21.432 Einwohner, davon waren 10.584 männlich und 10.848 weiblich.
Von den 53 Dörfern und Quartieren der Kommune Adjarra entfallen elf auf Médédjonou:
1. Alladako
2. Alladako-Dégoèto
3. Djavi
4. Djavi-Zèbè
5. Gbangnito
6. Gbéhamey
7. Lindja-Dangbo
8. Médédjonou
9. Mèdédjonou-Gbéhadji
10. Sèmè
11. Tchakou